# Плиссировка
Плиссировка или плиссе́ (от фр. plissée — «морщить», что от лат. plicāre — «складка»; индоевропейский корень plek) — декоративный элемент одежды в виде мелких, механически запрессованных, незастроченных складок, которые могут быть как плоскими (лежащими), так и выступающими гармошкой (гофре).
Как правило, плиссированные юбки выполняются прямыми и расклёшенными («полусолнце» или «солнце»), нередко плиссированная оборка используется для отделки юбок (по низу), платьев или блуз (по рукавам или вороту). На выполнение плиссировки требуется примерно в три раза больше материи, чем ширина законченного изделия.

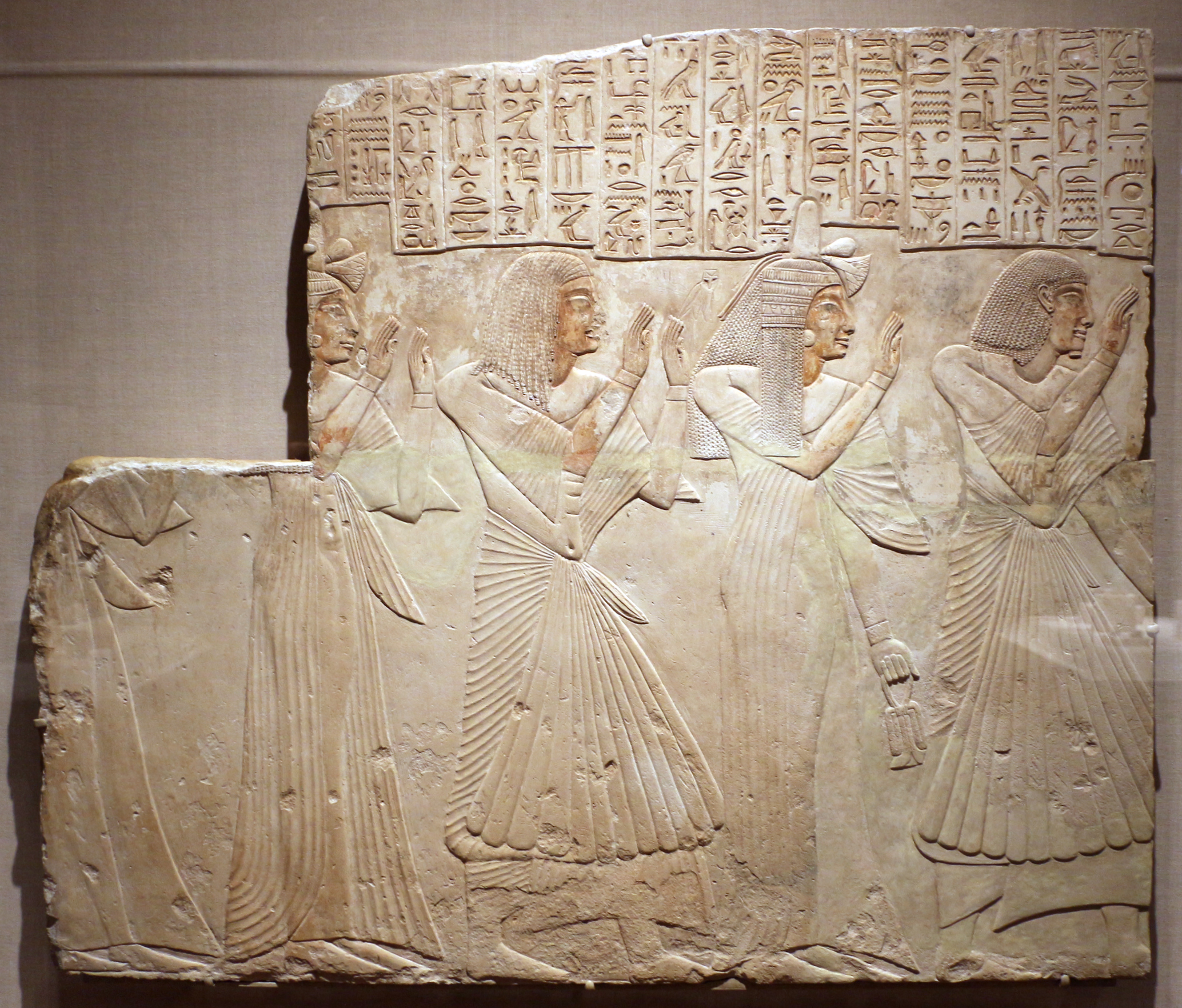
Древние египтяне в плиссированной одежде, ок. 1279—1257 годы до н.э. (правление Рамсеса II)
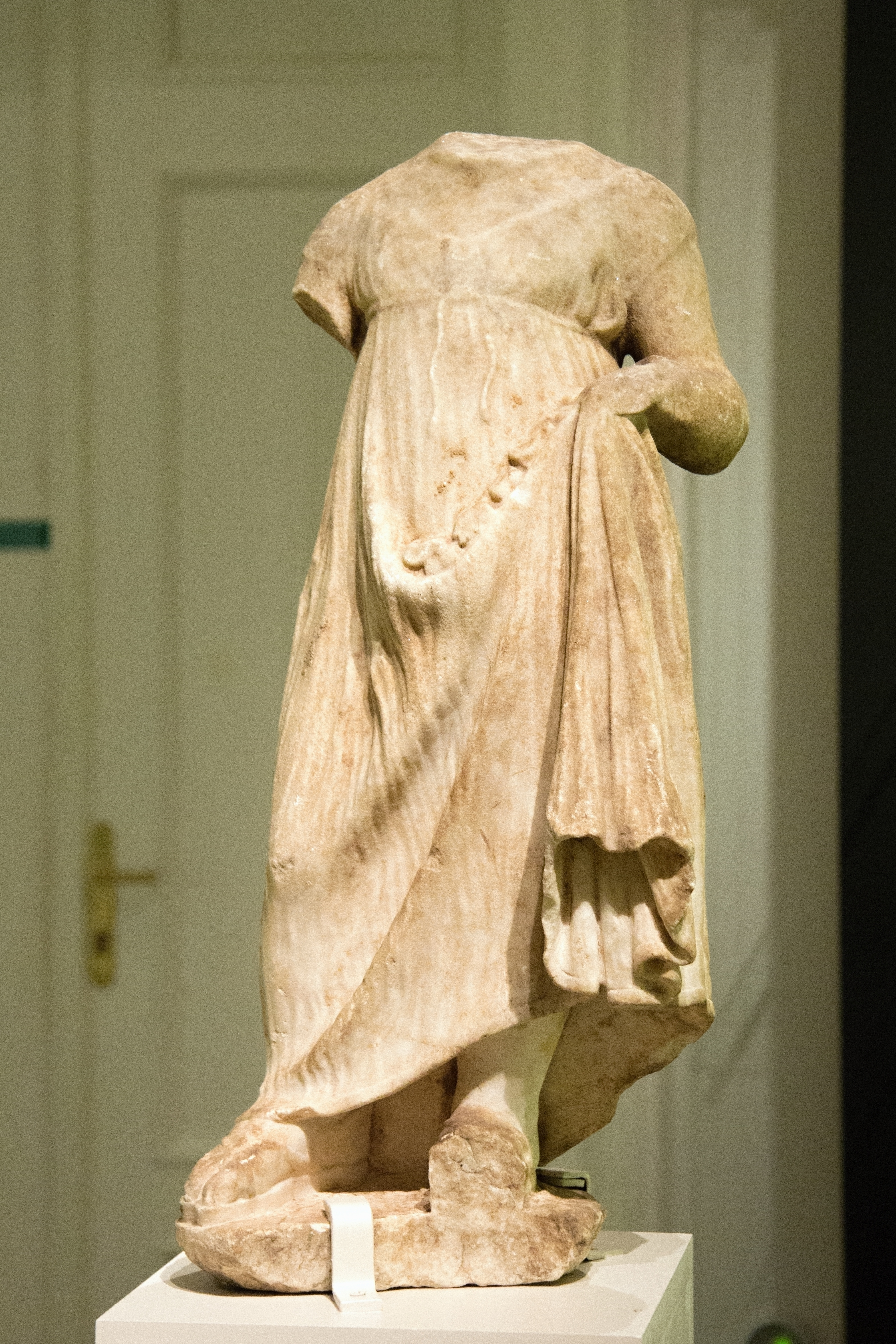
Мраморная скульптура девочки в плиссированном хитоне, II век до н.э. Дворец Кински, Прага
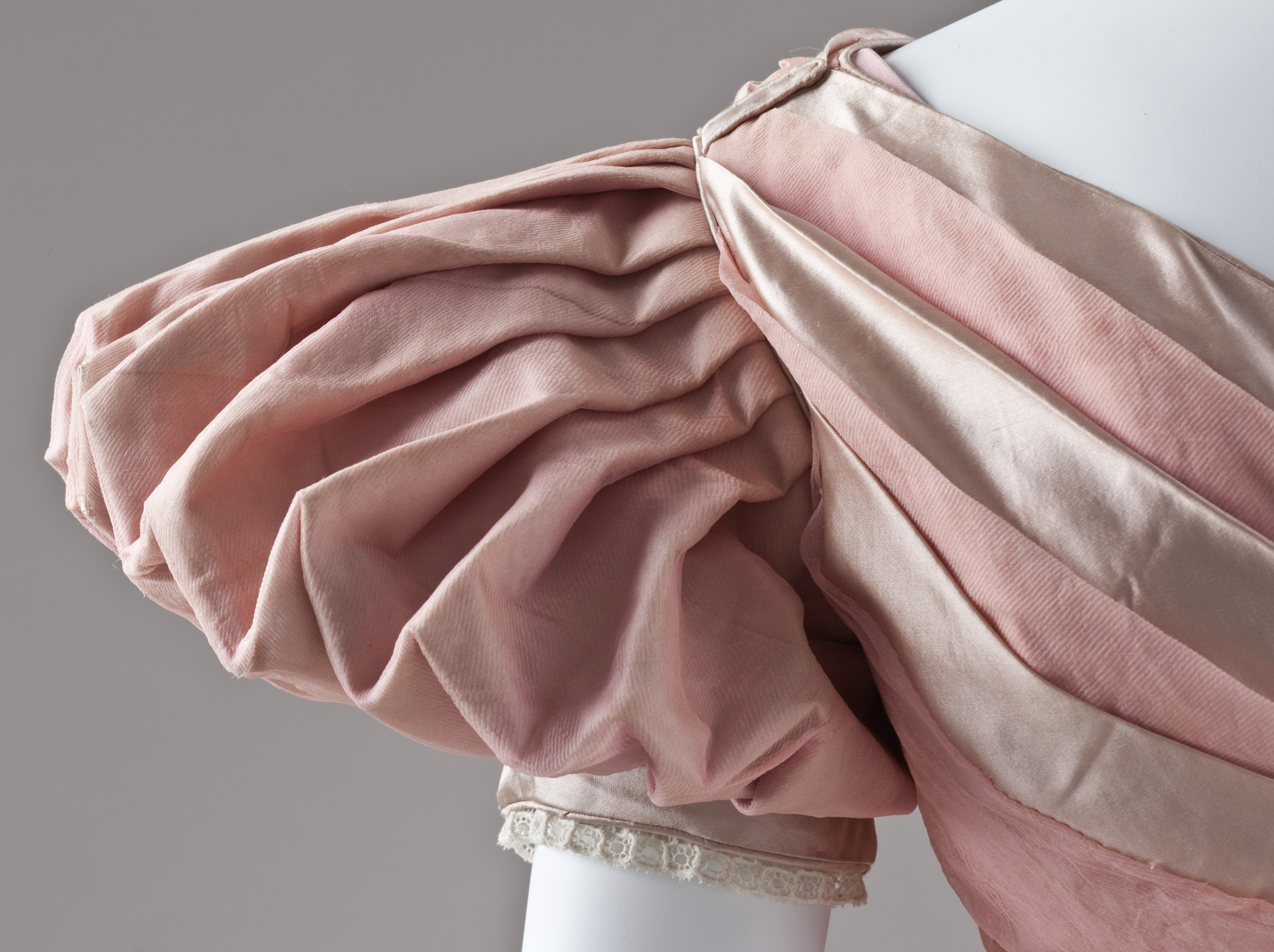
Плиссированный рукав на платье 1830 года. Музей искусств округа Лос-Анджелес
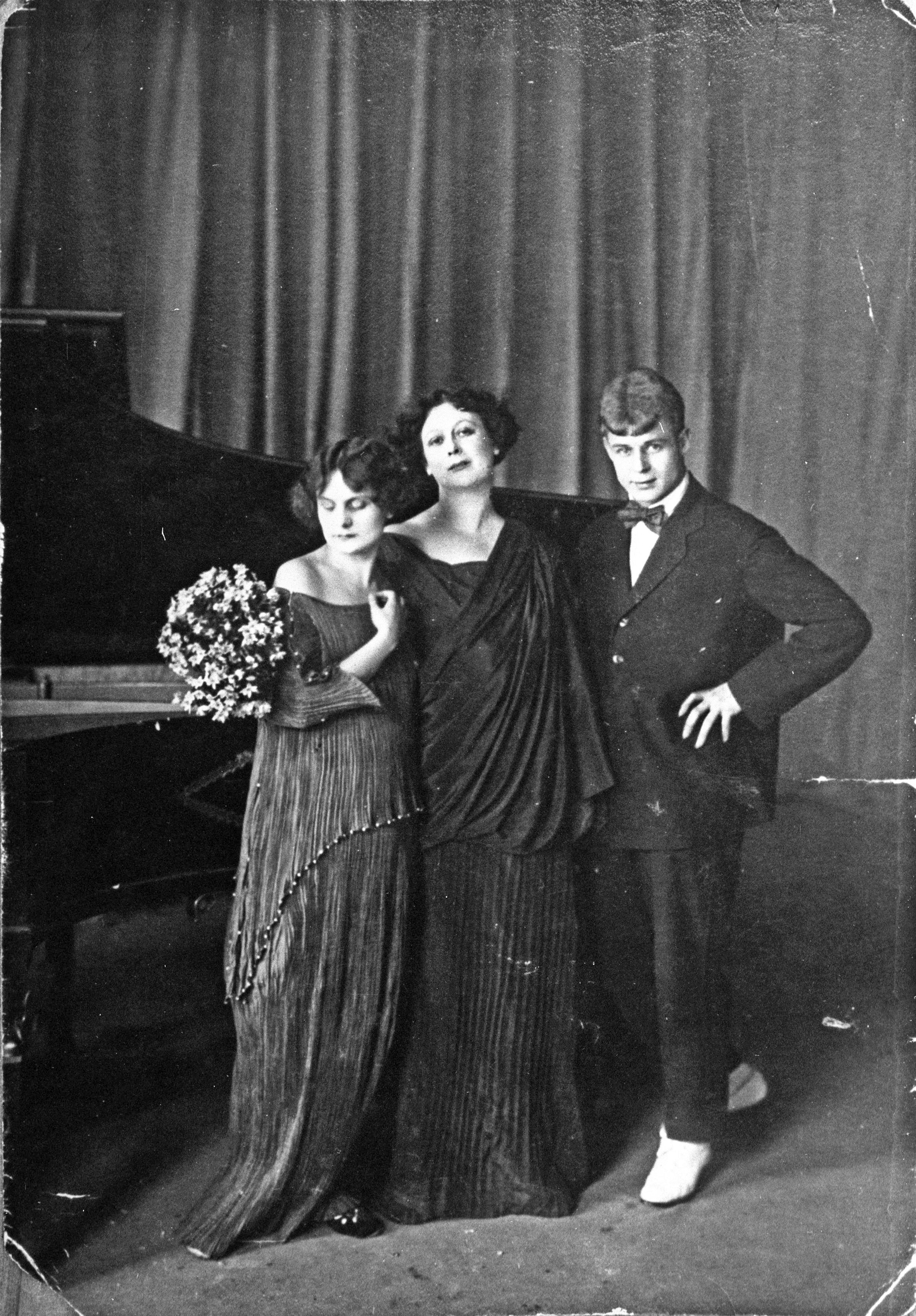
Сергей Есенин, Айседора Дункан и её приемная дочь Ирма. 1922 год. Ирма и Айседора — в плиссированных дельфийских платьях[вд] Мариано Фортуни
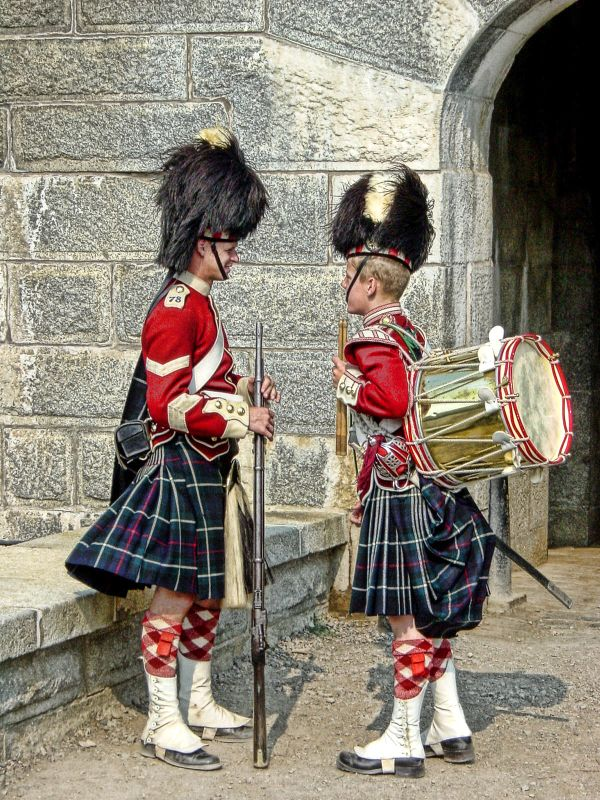
Мужчины в плиссированных килтах